# La filiación
|  |  |

El aguafuerte La filiación es un grabado de la serie Los Caprichos del pintor español Francisco de Goya. Está numerado con el número 57 en la serie de 80 estampas. Se publicó en 1799.

## Interpretaciones de la estampa
Existen varios manuscritos contemporáneos que explican las láminas de los Caprichos. El que se encuentra en el Museo del Prado se tiene como autógrafo de Goya, pero parece más bien despistar y buscar un significado moralizante que encubra significados más arriesgados para el autor. Otros dos, el que perteneció a Ayala y el que se encuentra en la Biblioteca Nacional, realzan la parte más escabrosa de las láminas.
- Explicación de esta estampa del manuscrito del Museo del Prado: Aquí se trata de engatuzar al novio haciéndole ver la ejecutoria quienes fueron sus padres, abuelos, bisabuelos y tatarabuelos de la Señorita y ella, ¿quién es?, luego se verá.[2]

- Manuscrito de Ayala: Se engatuza al novio con la Ejecutoria de sus padres, abuelos y tatarabuelos; ¿¿ y ella quién es? luego lo verá.[2]

- Manuscrito de la Biblioteca Nacional: La gente vana pretende descender de hombres grandes, cuando los parientes lejanos apenas se conocen y es necesario anteojos para ver lo que está cerca.[2]